# 対艦兵器
対艦兵器（たいかんへいき）は、対水上戦のための兵器のこと。主に航空機から発射される空対艦兵器、艦船から発射される艦対艦兵器、地上から発射される地対艦兵器がある。

## 空中発射型
第二次世界大戦中、航空機が使用する対艦兵器としては砲熕兵器やロケット弾、魚雷、無誘導爆弾などが用いられていた。その後、精密誘導兵器（PGM）の開発が進むと、まず誘導爆弾として導入が図られることになり、1943年にはドイツ空軍がフリッツXを、1945年にはアメリカ海軍がバットを実戦投入して、前者はイタリア海軍の戦艦「ローマ」を撃沈する戦果を挙げている。またこれと並行して、推進装置を備えた空対艦ミサイルの開発も進められており、ドイツ空軍では1943年よりHs.293も実戦投入した。
大戦後、ソビエト連邦ではナチス・ドイツから獲得したミサイル技術も踏まえて巡航ミサイルの開発を進めており、1953年にはMiG-15戦闘機を無人化したような設計のKS-1（AS-1）を就役させ、これが同国初の空対艦ミサイルとなった。その後も順次に開発・配備が進められていき、1966年には最大射程350海里 (650 km)という長大な射程を誇るKSR-5（AS-6）が配備された。ただしソ連では、政治的な理由もあって、このように戦略爆撃機でなければ搭載できないような大型・長射程のミサイルの開発が先行したため、戦術的に使用できるようなミサイルの開発が開始されたのは1960年代中盤になってからであった。
これに対して、西側諸国ではむしろ比較的小型・短射程のミサイルの開発が先行しており、まず1959年、アメリカ海軍の対潜哨戒機が浮上した潜水艦を攻撃するための兵器として、指令誘導式のブルパップ（射程10海里 (19 km)）が配備された。その後、1970年代には北大西洋条約機構（NATO）諸国でも電波・光波ホーミング誘導式の空対艦ミサイルの実用化が相次いだが、これらの多くはSSMとファミリー化されていた。これらのうち、特にエグゾセは1982年のフォークランド紛争で実戦投入され、駆逐艦「シェフィールド」撃沈などで有名になった。

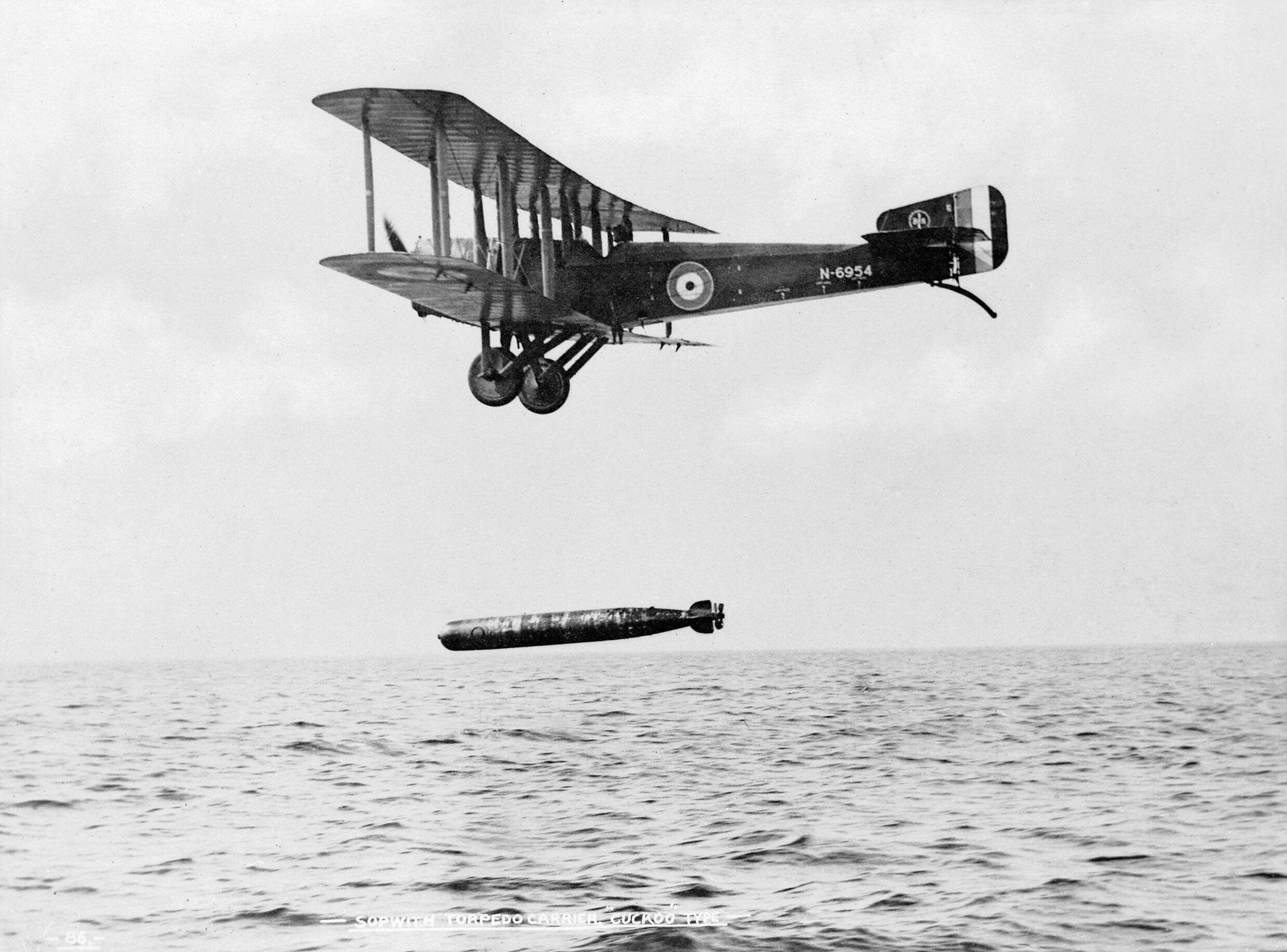
クックー雷撃機から投下された航空魚雷
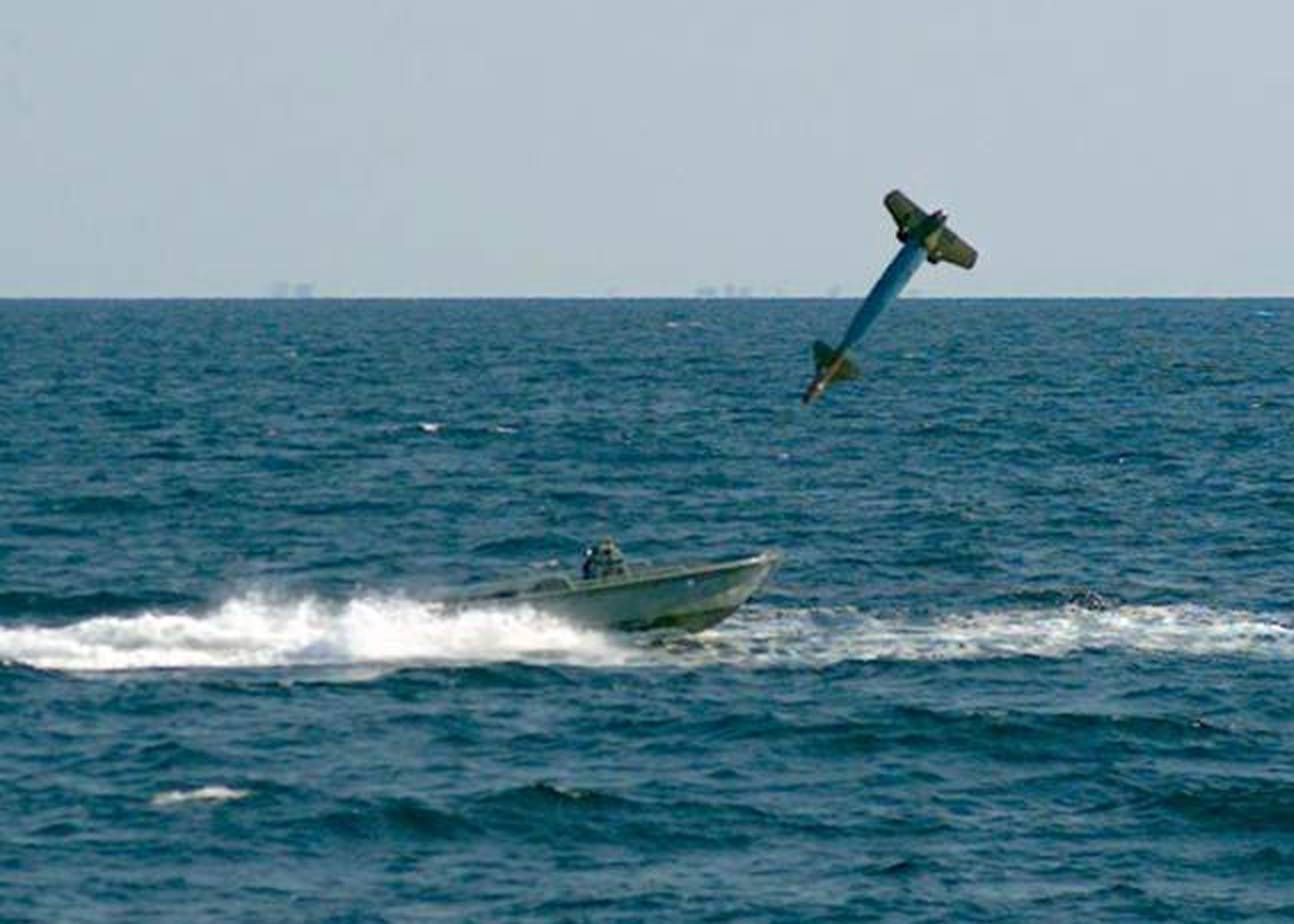
水上標的に命中するペイブウェイII誘導爆弾
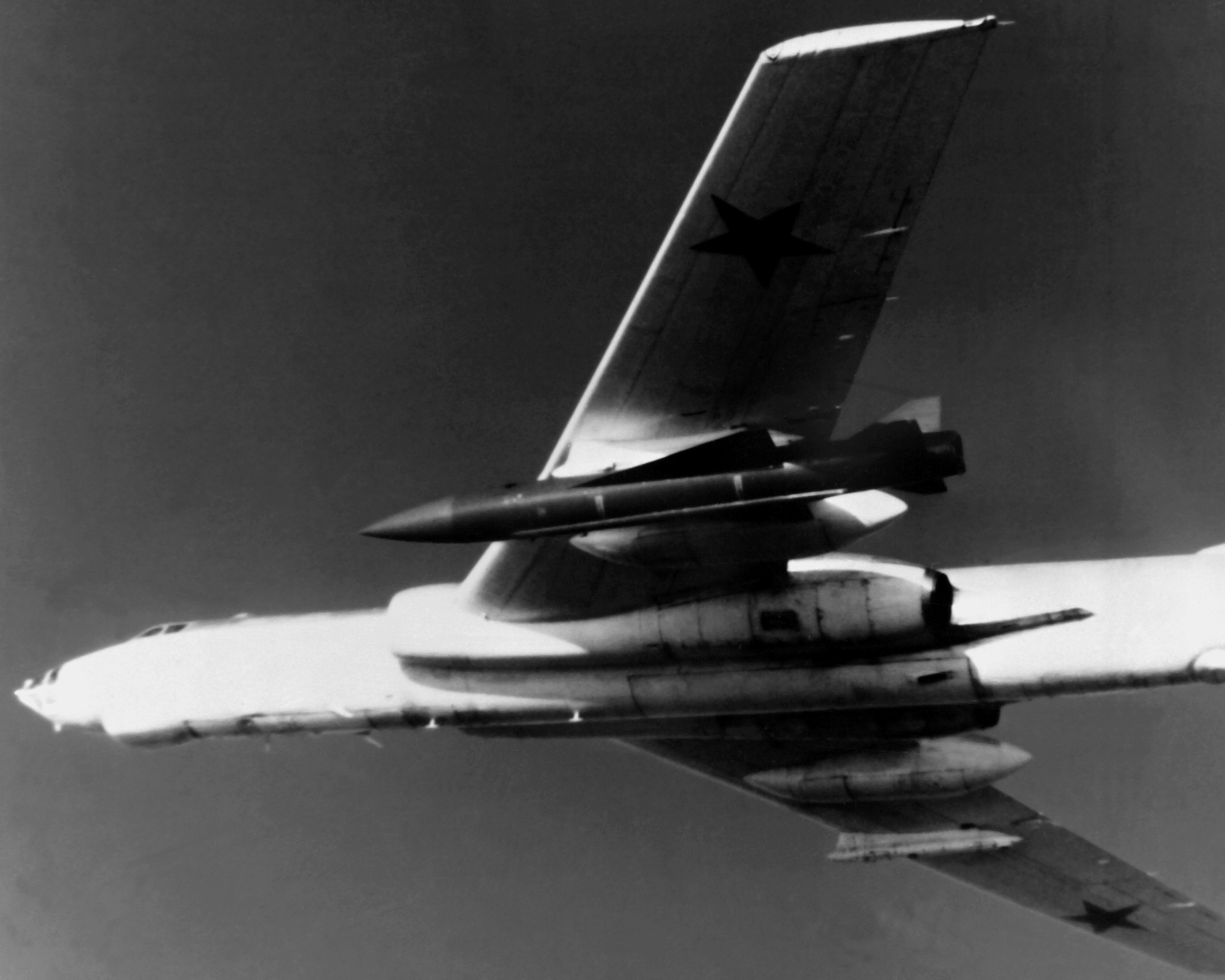
Tu-16戦略爆撃機に搭載されたKSR-5 ASM

## 艦上発射型
大砲が艦船に搭載されて艦砲として用いられるようになったのは14世紀からとされているが、当時の大砲は決して船を破壊したり沈めたりするものではなく、弓と同じように人間を殺傷することを目的とした兵器であった。これに対し、イングランド国王であったヘンリー8世は、攻城砲を艦載化すれば船体をも破壊できると着想して王室のジェイムズ・ベイカー造船技師長に検討を指示しており、第五次イタリア戦争中の1545年8月15日、「ミストレス」と「アン・ギャラント」に搭載された砲がフランスのガレー船団に対して実戦投入されて戦果を挙げた。これは対艦兵器としての艦砲の嚆矢であった。
その後、19世紀にかけて炸裂弾の導入と砲弾の大型化によって破壊力は飛躍的に強化されたが、重砲化に伴って発射間隔が長くなり単位時間あたりの投射火力がかえって低下したことや、射程の延伸に見合った照準方法が間に合わなかったこと、また装甲の技術も発達したことから、皮肉にも、19世紀後半は、大砲の効果が大きく減殺された時代となった。
この時期には水雷兵器も発達しており、まず小型ボートを用いて敵艦に外装水雷を接触させる方法が用いられたのち、自ら推進する魚雷が開発され、水雷艇など小型艦艇の主な対艦兵器として広く用いられるようになっていった。一方、大型の戦闘艦については、速射砲の登場によって中口径砲の破壊力が向上し、また砲術の発達によって重砲の破壊力を効果的に用いることができるようになると、より大口径・強力な砲を搭載できるように艦を大型化させるという大艦巨砲主義の時代が到来した。
その後、航空機の発達とともに航空主兵論が台頭し、第二次世界大戦で艦艇に対する航空機の優位が明確になったことから、軍艦の装備としては対潜兵器や対空兵器が重視されるようになっていった。しかしソビエト連邦では、艦上から発射する巡航ミサイルを対艦兵器として使用すること（艦対艦ミサイル）の有用性に着目して、まず短射程のP-15（SS-N-2）を先行して開発し、1959年よりミサイル艇に搭載して配備を開始した。また翌1960年には、250海里 (460 km)という長大な射程を誇るP-6（SS-N-3）が登場し、こちらはアメリカ海軍の空母任務部隊への対抗策として、潜水艦やミサイル巡洋艦に搭載された。
これに対し、アメリカ海軍では当初艦対空ミサイル（SAM）で対艦兵器も兼用する方針であり、また大戦中に建造された砲装型巡洋艦などの強力な艦砲が多数残っていたこともあって、艦上発射型の巡航ミサイルはまず対地用の戦略兵器として配備された。一方、西側諸国のなかでも周辺諸国に対して海上兵力で劣勢にあった北ヨーロッパ諸国やイスラエルでは早くから艦対艦ミサイルに着目しており、1966年にはスウェーデンがRB 08を、また1972年にはイスラエルがガブリエル、ノルウェーがペンギンを配備した。
1967年には、ソ連から提供されたP-15ミサイルを搭載したエジプト海軍のミサイル艇がイスラエル海軍の駆逐艦「エイラート」を撃沈する事件が発生し、西側諸国にSSMの脅威を強く印象づけた。続く1973年の第四次中東戦争では、イスラエルとシリアのミサイル艇同士の交戦（ラタキア沖海戦）が発生し、海戦のミサイル化を象徴する戦闘となった。これらは艦上発射を前提として開発されたものであったが、その後は上記のようにハープーンなどASMと共通化したSSMが主流となっていった。

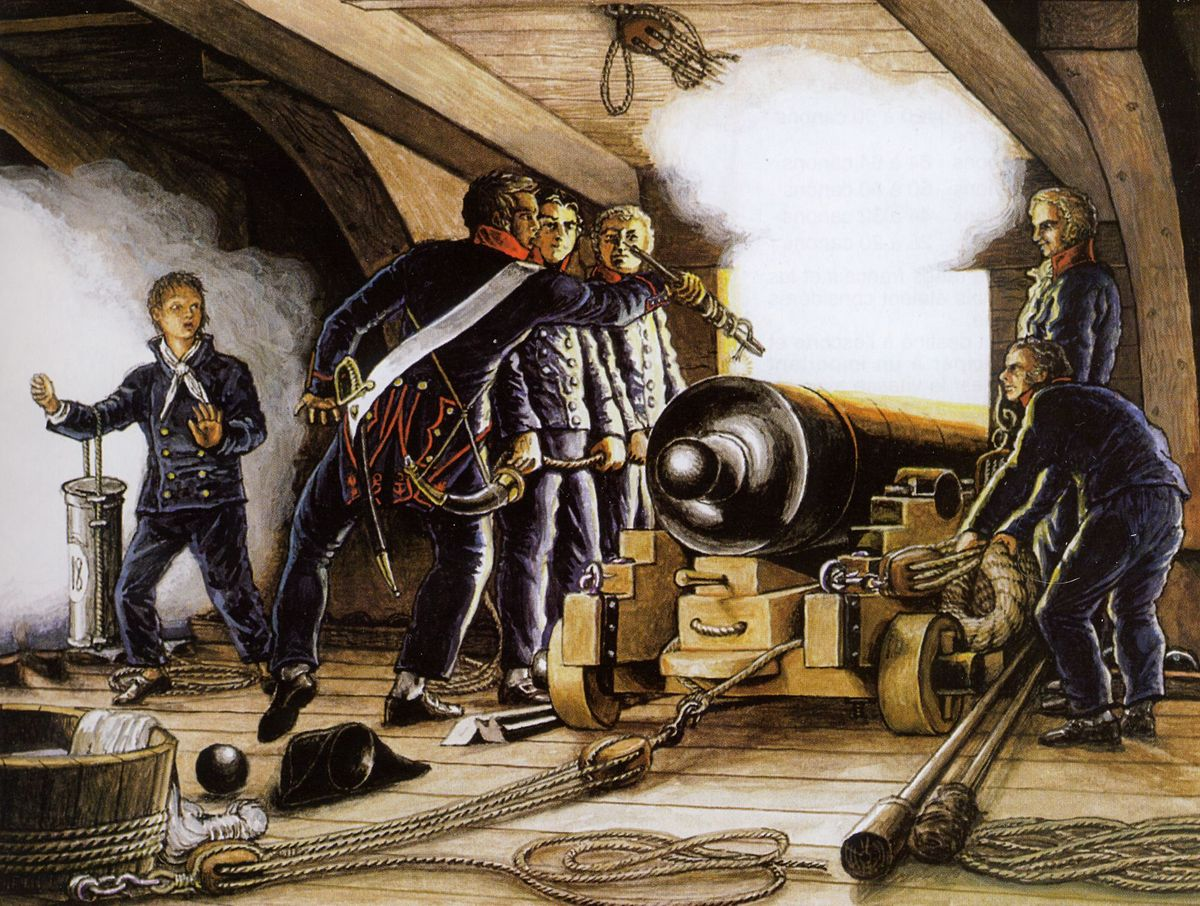
前装式の18ポンド砲
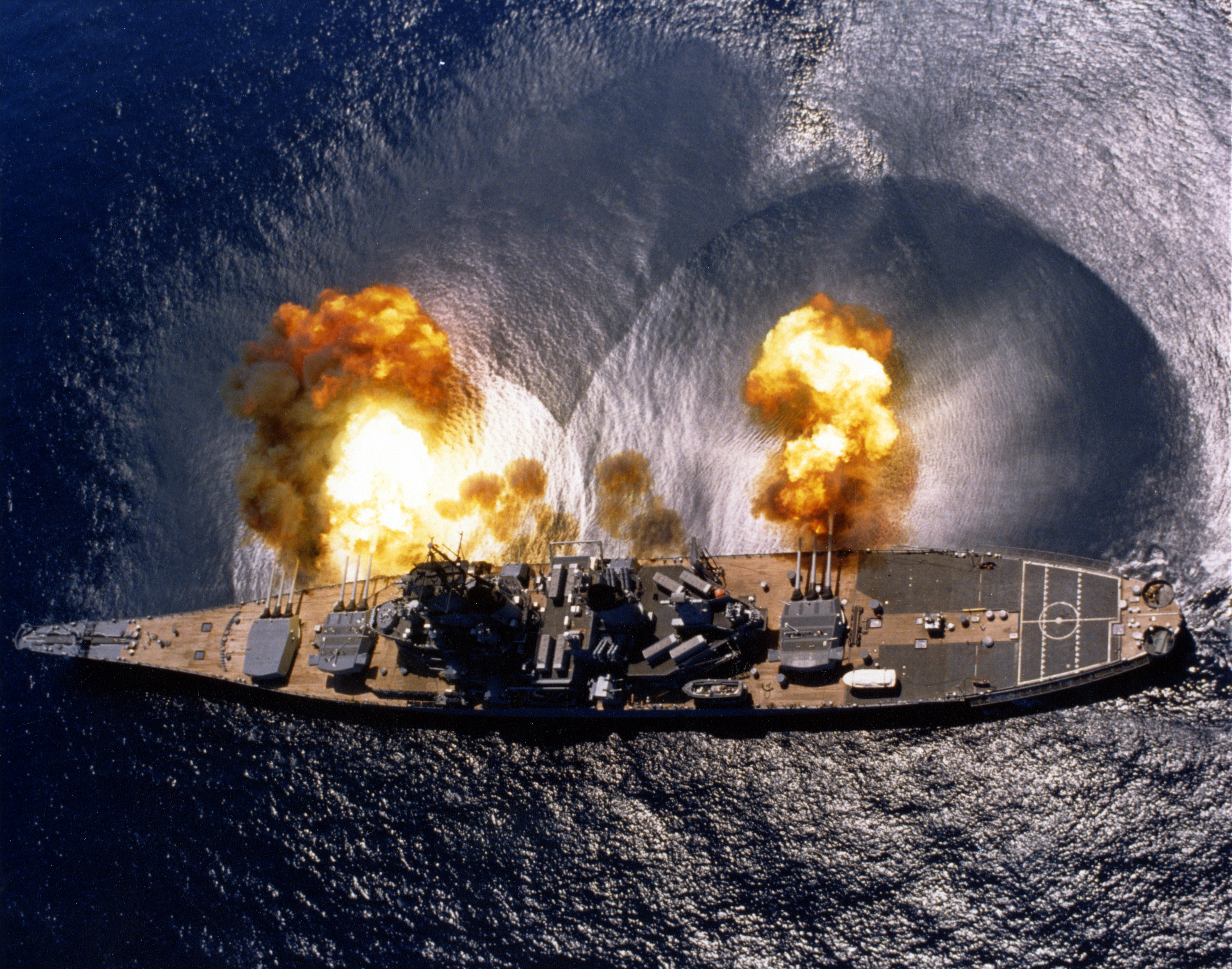
戦艦「アイオワ」の艦砲射撃
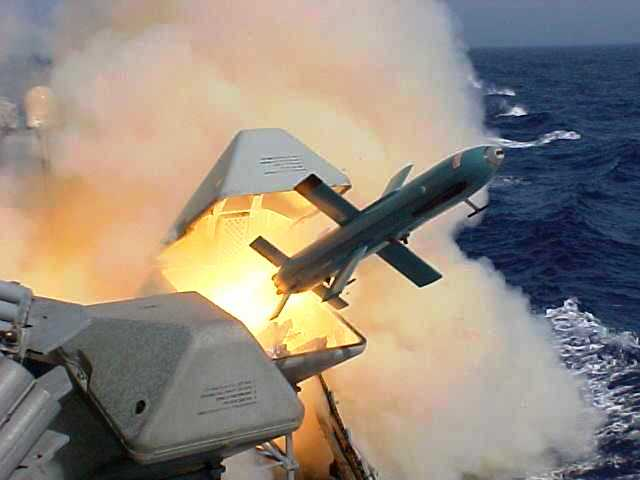
ガブリエルSSM

## 地上発射型
巡航ミサイルを艦船に搭載して対艦兵器として使うようになるのと並行して、これを地上からも運用する地対艦ミサイルが登場した。一方、ソビエト連邦では弾道ミサイルを対艦兵器として使用することも検討していた。まず潜水艦発射弾道ミサイル（SLBM）であるR-27（SS-N-6）をベースとした対艦弾道ミサイル（ASBM）としてR-27Kを開発して、1970年より発射試験を開始し、良好な成績を得た。またアメリカ合衆国でも、1970年代より配備された準中距離弾道ミサイル（MRBM）であるパーシング IIで良好な射撃精度を得ると、これを対艦兵器として使用することも考慮されるようになった。しかし第一次戦略兵器制限交渉（SALT I）や中距離核戦力全廃条約（INF条約）の影響もあって、いずれもASBMとして配備されるには至らなかった。
1990年代以降、米中間における軍事的衝突の潜在的可能性を踏まえ、中華人民共和国が接近阻止・領域拒否（A2/AD）能力の整備に力を入れるようになると、ASBMの開発・配備も推進されるようになった。2010年にはMRBMをベースにしたDF-21D、また2018年には中距離弾道ミサイル（IRBM）をベースにしたDF-26Bが配備を開始している。

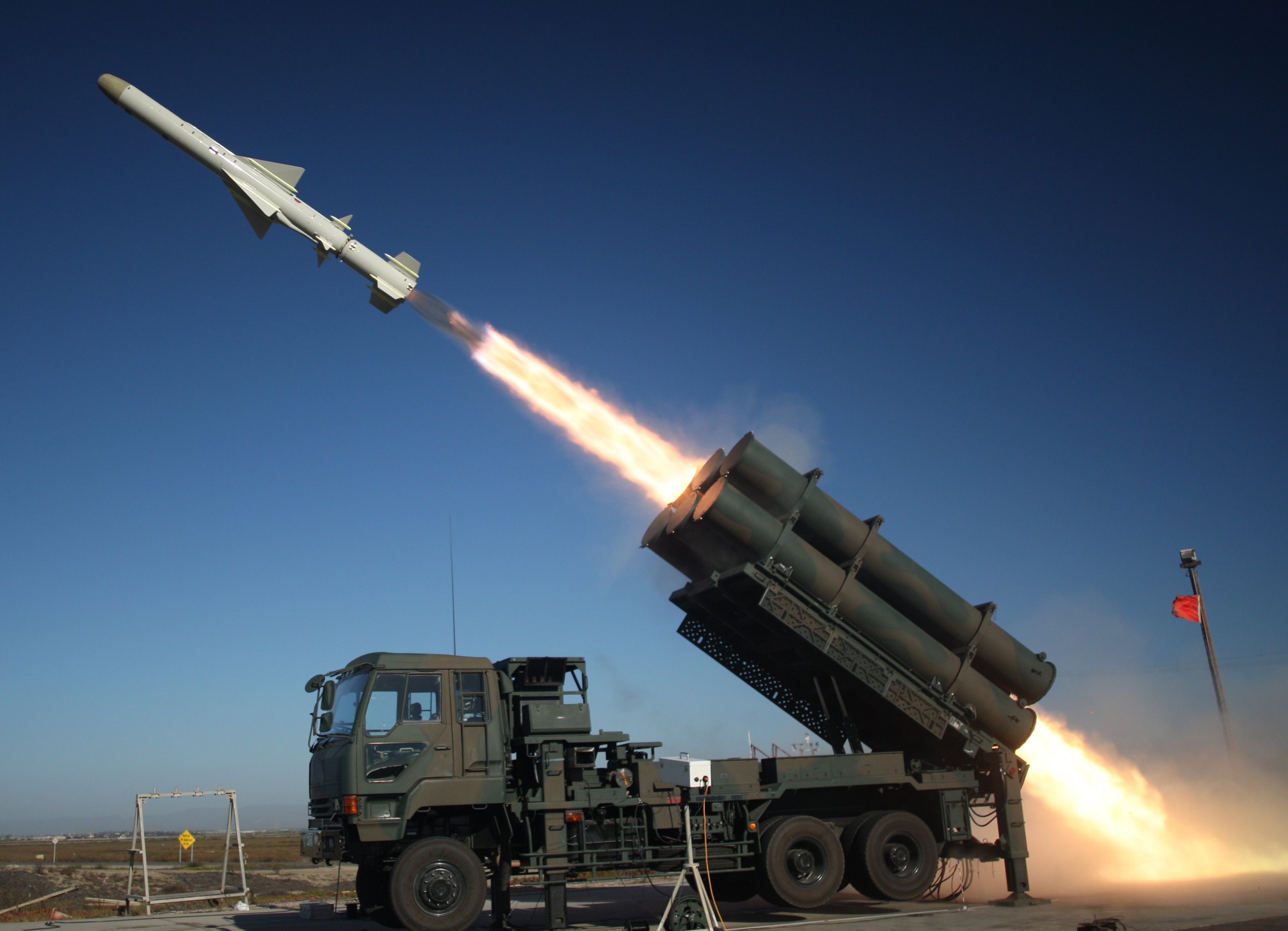
88式地対艦誘導弾